# Gindorf
Gindorf is een plaats in de Duitse deelstaat Rijnland-Palts, en maakt deel uit van de Eifelkreis Bitburg-Prüm.
Gindorf telt 318 inwoners.

## Bestuur
De plaats is een Ortsgemeinde en maakt deel uit van de Verbandsgemeinde Bitburger Land.

## Gemeenteraad
De gemeenteraad van Gindorf bestaat uit acht raadsleden die worden voorgezeten door de vrijwillige dorps-burgemeester.
Bij de lokale verkiezingen van 7 juni 2009 is bij meerderheid van stemmen een nieuwe gemeenteraad gekozen.
Verbandsvrije stad:  Bitburg